# Lalis
Lalis ist eine osttimoresische Aldeia im Suco Cowa (Verwaltungsamt Balibo, Gemeinde Bobonaro). 2015 lebten in der Aldeia 524 Menschen.

## Geographie
Lalis bildet den Osten des Sucos Cowa. Westlich befindet sich die Aldeia Bawai. Im Norden grenzt Lalis an den Suco Batugade, im Nordosten an den Suco Balibo Vila und im Osten an den Suco Leohito. Im Süden bildet der Talau die Grenze zu Indonesien.
In Lalis treffen Straßen aus Balibo im Norden, Leohito im Osten und Futatas im Westen. Hier liegt das Dorf Lalis. Östlich davon befindet sich der Ort Holobili. Nordöstlich wird das Dorf Oepauk von der Straße zwischen Cowa und Leohito aufgeteilt. Im Nordwesten der Aldeia liegt das Dorf Haliren.
Berge sind in der Aldeia der Tukufatin (618 m) und der Taruik Bulawaun (564 m).

## Politik
2023 wurde Guilherme Maia zum Chefe de Aldeia gewählt.